# إليانور نولز
إليانور نولز (بالإنجليزية: Eleanor Knowles)‏ هي كاتبة سير وكاتِبة أمريكية، ولدت في 28 فبراير 1932، وتوفيت في 17 يوليو 2010.